# Atopsyche bolivari
Atopsyche bolivari is een schietmot uit de familie Hydrobiosidae. De soort komt voor in het Neotropisch gebied.